# Damiriopsis
Damiriopsis is een geslacht van sponsdieren uit de klasse van de Demospongiae (gewone sponzen).

## Soort
- Damiriopsis brondstedi Burton, 1928